# Sugai Naoki
Sugai Naoki (菅井 直樹 Sugai Naoki, sinh ngày 21 tháng 9 năm 1984) là một cầu thủ bóng đá người Nhật Bản hiện tại thi đấu cho Vegalta Sendai.

## Thống kê sự nghiệp câu lạc bộ
Cập nhật đến ngày 23 tháng 2 năm 2018.
| Thành tích câu lạc bộ | Thành tích câu lạc bộ | Thành tích câu lạc bộ | Giải vô địch | Giải vô địch | Cúp                   | Cúp                   | Cúp Liên đoàn | Cúp Liên đoàn | Châu lục | Châu lục  | Tổng cộng | Tổng cộng |
| Mùa giải              | Câu lạc bộ            | Giải vô địch          | Số trận      | Bàn thắng    | Số trận               | Bàn thắng             | Số trận       | Bàn thắng     | Số trận  | Bàn thắng | Số trận   | Bàn thắng |
| Nhật Bản              | Nhật Bản              | Nhật Bản              | Giải vô địch | Giải vô địch | Cúp Hoàng đế Nhật Bản | Cúp Hoàng đế Nhật Bản | Cúp Liên đoàn | Cúp Liên đoàn | AFC      | AFC       | Tổng cộng | Tổng cộng |
| --------------------- | --------------------- | --------------------- | ------------ | ------------ | --------------------- | --------------------- | ------------- | ------------- | -------- | --------- | --------- | --------- |
| 2003                  | Vegalta Sendai        | J1 League             | 0            | 0            | 0                     | 0                     | 0             | 0             | -        | -         | 0         | 0         |
| 2004                  | Vegalta Sendai        | J2 League             | 19           | 0            | 2                     | 0                     | -             | -             | -        | -         | 21        | 0         |
| 2005                  | Vegalta Sendai        | J2 League             | 13           | 0            | 0                     | 0                     | -             | -             | -        | -         | 13        | 0         |
| 2006                  | Vegalta Sendai        | J2 League             | 37           | 7            | 0                     | 0                     | -             | -             | -        | -         | 37        | 7         |
| 2007                  | Vegalta Sendai        | J2 League             | 40           | 6            | 1                     | 0                     | -             | -             | -        | -         | 41        | 6         |
| 2008                  | Vegalta Sendai        | J2 League             | 28           | 4            | 0                     | 0                     | -             | -             | -        | -         | 28        | 4         |
| 2009                  | Vegalta Sendai        | J2 League             | 49           | 3            | 5                     | 0                     | -             | -             | -        | -         | 54        | 3         |
| 2010                  | Vegalta Sendai        | J1 League             | 26           | 2            | 0                     | 0                     | 6             | 0             | -        | -         | 32        | 2         |
| 2011                  | Vegalta Sendai        | J1 League             | 30           | 7            | 2                     | 0                     | 3             | 0             | -        | -         | 35        | 7         |
| 2012                  | Vegalta Sendai        | J1 League             | 30           | 5            | 1                     | 0                     | 6             | 0             | -        | -         | 37        | 5         |
| 2013                  | Vegalta Sendai        | J1 League             | 22           | 2            | 2                     | 0                     | 2             | 0             | 2        | 1         | 28        | 1         |
| 2014                  | Vegalta Sendai        | J1 League             | 30           | 3            | 1                     | 0                     | 2             | 0             | –        | –         | 33        | 3         |
| 2015                  | Vegalta Sendai        | J1 League             | 28           | 0            | 2                     | 2                     | 1             | 0             | –        | –         | 31        | 2         |
| 2016                  | Vegalta Sendai        | J1 League             | 16           | 0            | 0                     | 0                     | 3             | 0             | –        | –         | 19        | 0         |
| 2017                  | Vegalta Sendai        | J1 League             | 14           | 1            | 1                     | 0                     | 3             | 0             | –        | –         | 18        | 1         |
| Tổng cộng sự nghiệp   | Tổng cộng sự nghiệp   | Tổng cộng sự nghiệp   | 382          | 40           | 17                    | 2                     | 26            | 0             | 2        | 1         | 427       | 43        |